# 木曽川橋梁 (近鉄名古屋線)
木曽川橋梁（きそがわきょうりょう）は、三重県桑名市と愛知県弥富市をむすぶ、木曽川に架かる近鉄名古屋線の橋梁である。現在の橋梁は2代目である。
近鉄長島駅と近鉄弥富駅の間に架かる鉄道橋である。近鉄の橋梁としては揖斐・長良川橋梁に次いで2番目に長い。

## 歴史

### 年表
初代橋梁
- 1895年（明治28年） - 関西鉄道により木曽川橋梁が完成する。全長865m。
- 1928年（昭和3年） - 関西本線木曽川橋梁が架け替えられ、廃止。その後橋脚などは伊勢電気鉄道に払い下げられる。
- 1936年（昭和11年） - 伊勢電気鉄道は参宮急行電鉄と合併する。
- 1938年（昭和13年） - 関西急行電鉄（参宮急行電鉄の子会社）により整備され、関西急行電鉄木曽川橋梁として復活する。

2代目橋梁
- 1959年（昭和34年）
  - 9月26日 - 現在の近畿日本鉄道名古屋線木曽川橋梁が完成する。その直後伊勢湾台風が上陸し、不通となる。
  - 11月27日 - 名古屋線が全線標準軌化される。

### 沿革
元々は、伊勢電気鉄道に国鉄関西本線から払い下げられた橋梁である。老朽化と単線の狭軌であったことから、将来の標準軌化を考慮して架け替えが計画された。
1959年（昭和34年）に完成するが、竣工当日夜に伊勢湾台風の上陸により名古屋線は大きな被害を受けた。名古屋線の復旧工事と合わせて標準軌化が行われ、11月、名古屋線の標準軌化とともに供用が開始された。
初代の木曽川橋梁は関西本線木曽川橋梁の北に存在した。そのため狭軌時代は、近鉄名古屋線はこの橋梁の部分だけ関西本線をオーバークロスして北側に回り込む不自然な線形になっており、1938年（昭和13年）から1959年（昭和34年）まで使用されたコンクリート製跨線橋の遺構は現在も残っている。
現在の近鉄名古屋線木曽川橋梁の一部は、かつての伊勢電気鉄道宮川橋梁を移設したものである。

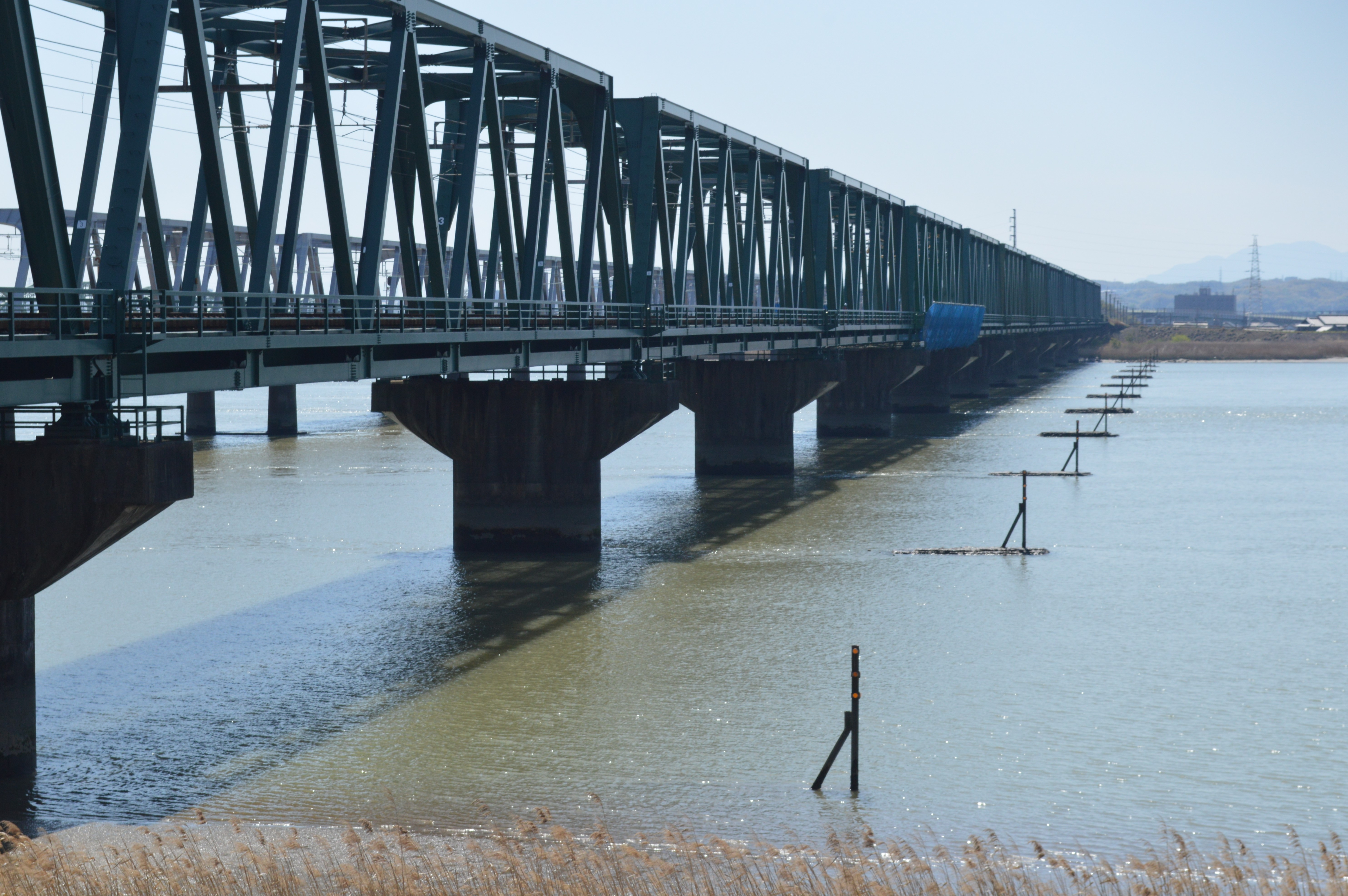
干潮時に露出する初代橋梁の基礎（右）
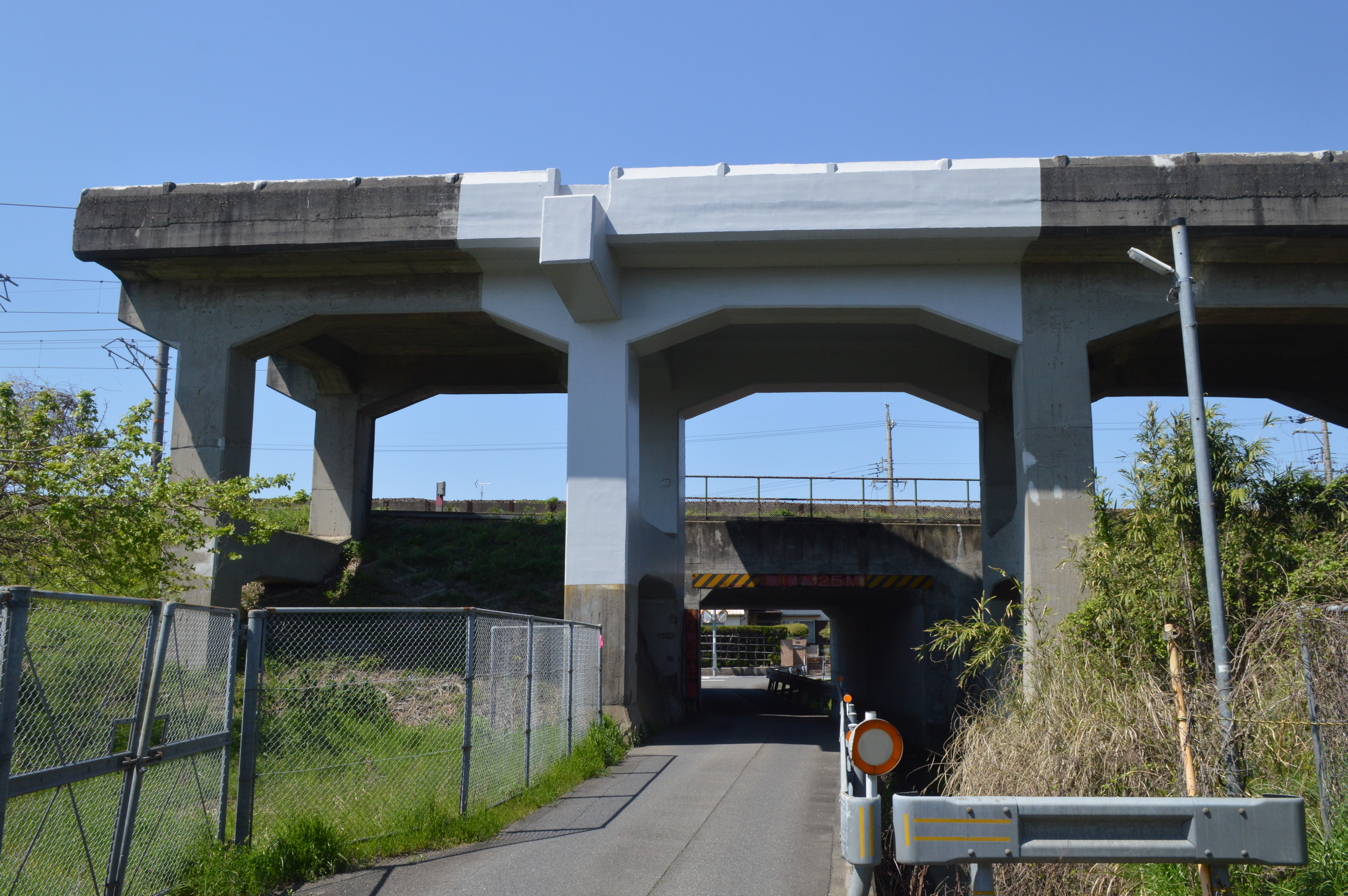
コンクリート製跨線橋の遺構

## 諸元
- 完成：1959年（昭和34年）9月26日
- 供用：1959年（昭和34年）11月27日
- 延長[1]：860.7m・14連・複線式
- 構造：下路平行弦ワーレントラス橋
- 区間：三重県桑名市長島町押付～愛知県弥富市小島町

## 隣の橋
（下流 河口） 湾岸木曽川橋（伊勢湾岸自動車道） - 木曽川大橋（国道23号（名四国道）） - 尾張大橋 - 木曽川橋梁（近鉄名古屋線） - 木曽川橋梁（JR関西本線） - 木曽川橋（東名阪自動車道） - 木曽川水管橋 - 立田大橋 - 葛木渡船 - 日原渡船 - 東海大橋  （上流）